# 아하론 아부하치라
아하론 아부하치라(히브리어: אהרן אבוחצירא, 영어: Aharon Abuhatzira, 1938년 10월 28일 ~ 2021년 9월 21일)는 모로코에서 출생한 이스라엘의 행정관료 및 각료급 정치인 겸 외교관이다.

## 생애
프랑스 식민지 모로코 드라 타필랄트 지방 타필랄트에서 출생한 그는 11세 시절이던 1949년에 이스라엘 시민권을 취득하였으며 이후 이스라엘 예루살렘에 거주하였고 23세 때였던 1961년 이스라엘 바르 일란 대학교 졸업 이후 31세 때였던 1969년까지 이스라엘 라믈라에서 고등학교 교사직을 8년간 지내다가 1969년 고등학교 교사직을 사직한 이후에는 1969년부터 1972년까지 이스라엘 라믈라 시장을 지내다가 1972년 라믈라 시장 직위를 퇴임 이후 1972년부터 이듬해 1973년까지 소련 주재 이스라엘 대사관 행정참사관을 지내다가 1973년 이스라엘에 귀환하여 같은 해 1973년부터 1992년까지 이스라엘 크네세트 입법의원을 19년간 역임하였으며 그 와중에 1977년부터 1981년까지는 이스라엘 종교사목사업부 장관을 겸직하였고 1981년부터 1982년까지는 이스라엘 이민수용처 장관 겸 사회봉사사무처 장관 직위를 겸직한 적도 있으며 이후 1992년부터 1993년까지는 프랑스 주재 이스라엘 대사관 특임자문관을, 1993년부터 1994년까지는 텔아비브 대학교 행정학과 초빙교수를 지냈다.

## 같이 보기
- 이츠하크 나본
- 이츠하크 라빈
- 메나헴 베긴